# サミ・アラギ
サミ・アラギ（Sami Allagui, 1986年5月28日 - ）は、ドイツ・デュッセルドルフ出身の元プロサッカー選手。現役時代のポジションはフォワード。

## 来歴

### クラブ
2014年、ヘルタ・ベルリンから1.FSVマインツ05へ期限付き移籍が発表された。
2017年、FCザンクトパウリへ完全移籍。
2020年10月、現役引退を表明した。

### 代表
ドイツ生まれの選手であるが、ドイツ代表ではなくチュニジア代表を選択した。
2008年11月10日にチュニジア代表デビューし、45分間プレーした。2009年5月のスーダン戦で初ゴールを記録した。2011年3月29日のオマーン戦においてもゴールを記録。2011年8月10日のマリ戦では2ゴールを記録した。アフリカネイションズカップ2012に出場した。

## 所属クラブ
- RSCアンデルレヒト 2005-2007
- KSVルーセラーレ 2007
- FCカールツァイス・イェーナ 2007-2008
- SpVggグロイター・フュルト 2008-2010
- 1.FSVマインツ05 2010-2012
- ヘルタ・ベルリン 2012-2017
  -  1.FSVマインツ05 2014-2015 (Loan)
- FCザンクトパウリ 2017-2019
- ロイヤル・エクセル・ムスクロン 2019-2020